# Micryletta inornata
Micryletta inornata là một loài nhái bầu hoa trong họ Microhylidae được tìm thấy ở vùng Đông Nam Á.

## Đặc điểm
Cá thể trưởng thành có kích thước khoảng 3 cm và được xem như là loài có kích thước nhỏ nhất trong số các loài lưỡng cư tìm thấy ở Việt Nam, loài nhái bầu hoa Micryletta inornata thường sống ở các khu rừng có các loài thực vật họ Cỏ Poaceae mọc. Kích thước quá nhỏ của chúng là một trong những khó khăn để tiếp cận và ghi nhận đời sống của chúng.